# Keith Bogans
Keith Ramon Bogans (* 12. Mai 1980 in Washington, D.C.) ist ein ehemaliger US-amerikanischer Basketballspieler, der von 2003 bis 2014 in der NBA aktiv war.

## Karriere

### College
Bogans spielte vier Jahre lang für die University of Kentucky. Mit ihm erreichte die Mannschaft zweimal die Runde der Elite Eight im NCAA-Division-I-Basketball-Championship-Turnier.

### NBA
Nachdem er zwischendurch als Erstrunden-Pick im NBA Draft gehandelt worden war, wurde er 2003 erst an 43. Stelle von den Milwaukee Bucks ausgewählt.

#### Orlando Magic
Bogans wurde noch am Tag des Drafts an die Orlando Magic weitertransferiert. In seiner ersten Saison spielte er 73 Partien, startete davon 36 mal und erzielte durchschnittlich 6,8 Punkte und 4,3 Rebounds pro Spiel. Am Ende der Saison wies das Team die schlechteste Bilanz der Liga auf.

#### Charlotte Bobcats
Im Tausch gegen Brandon Hunter wurde Bogans am 1. November 2004  zu den Charlotte Bobcats transferiert. In seiner einzigen vollen Saison für die Bobcats erzielte er eine Karrierebestleistung 9,6 Punkte pro Spiel. Das Team verpasste die Playoffs deutlich.

#### Houston Rockets
Am 9. Februar 2006 wechselte er im Tausch gegen Lonny Baxter zu den Houston Rockets. Dort erhielt er wesentlich mehr Spielzeit als bei seinen vorherigen Clubs, verpasste mit dem Team die Playoffs jedoch einmal mehr deutlich und verlängerte seinen Vertrag mit den Rockets anschließend nicht.

#### Rückkehr nach Orlando

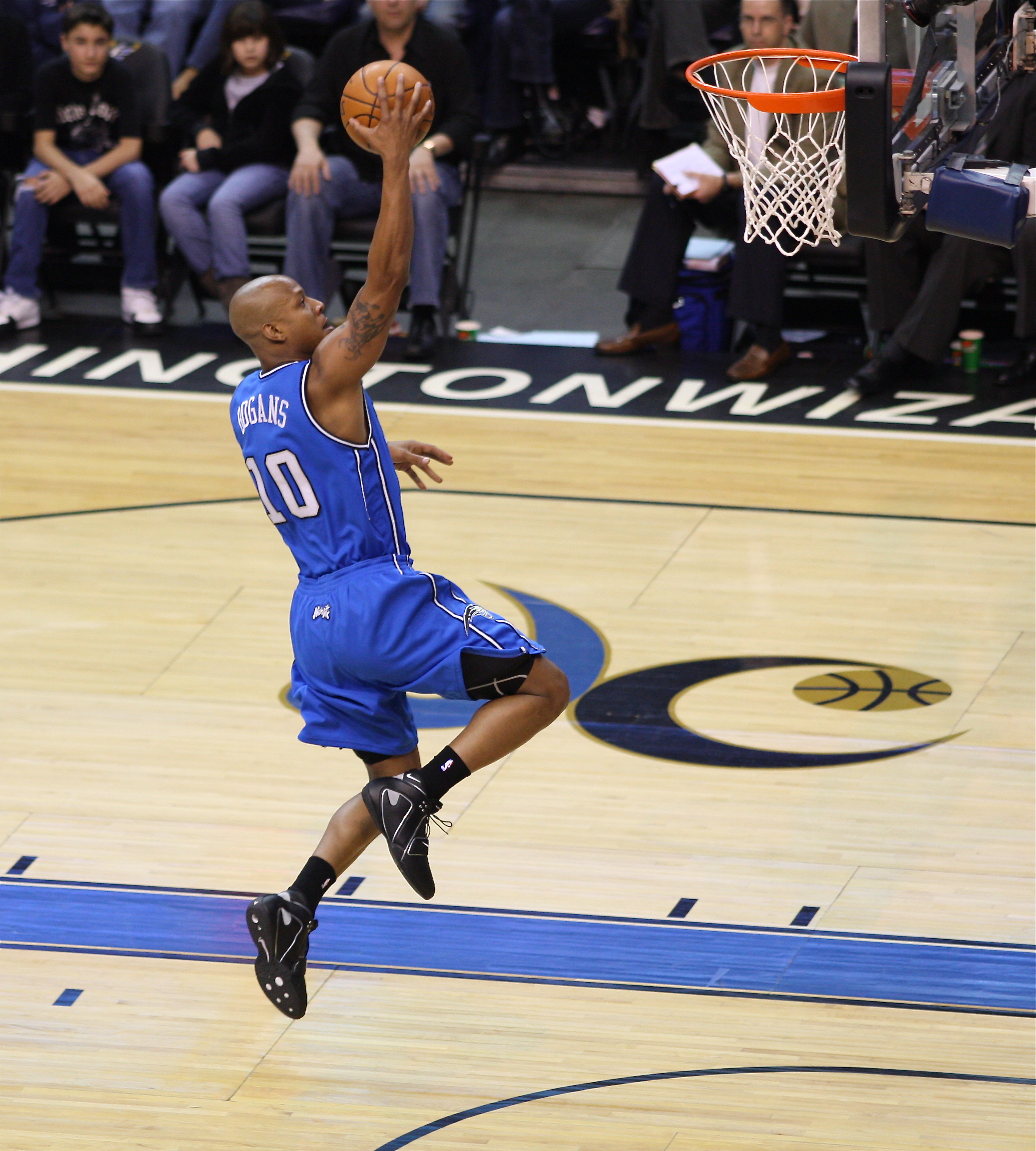
Bogans im Trikot der Orlando Magic, 2008

Am 13. Juli gaben die Orlando Magic bekannt, dass sie Bogans erneut verpflichtet hätten. Nach einer schwächeren ersten Saison in Orlando konnte er seine Statistiken in der zweiten Spielzeit deutlich verbessern. In beiden Jahren schafften es die Magic in die NBA-Playoffs, mussten sich allerdings beide Male deutlich den Detroit Pistons geschlagen geben. In seinem ersten Spiel als Starter in der Saison 2008/09 gegen die Houston Rockets brach sich Bogans einen Daumen und lief Gefahr, 4–6 Wochen auszufallen. Dennoch kehrte er nur zwei Wochen darauf gegen die Oklahoma City Thunder wieder zurück.

#### Milwaukee Bucks
Am 5. Februar 2009 wurde Bogans gegen Tyronn Lue zurück zu den Milwaukee Bucks transferiert, dem Team, das ihn rund sechs Jahre zuvor gedraftet hatte. Nach 29 Partien für die Bucks standen für ihn im Schnitt sechs Punkte pro Partie zu Buche.

#### San Antonio Spurs
Bogans unterschrieb im September 2009 einen Vertrag bei den San Antonio Spurs, wo er eine Saison lang spielte. Im Conference-Halbfinale mussten sich die Spurs in nur vier Spielen den Phoenix Suns geschlagen geben.

#### Chicago Bulls
Zum 11. August 2010 wurde Bogans von den Chicago Bulls unter Vertrag genommen. In der Saison 2010/11 startete er in jedem der 82 Saisonspiele, sowie in den Playoffs. Die Bulls schafften es in diesem Jahr bis ins Conference-Finale, wo man jedoch den Miami Heat unterlag. Bogans wurde kurz vor Start der nächsten Saison, im Dezember 2011, von den Bulls entlassen.

#### New Jersey Nets / Brooklyn Nets
Am 1. Februar 2012 wurde er von den New Jersey Nets unter Vertrag genommen. Allerdings spielte Bogans nur fünf Spiele für das Team, da er sich gerade einmal eine Woche später schwer verletzte und für den Rest der Saison ausfiel. Daraufhin entließen die Nets ihn wieder aus seinem Vertrag. Bogans unterschrieb im Sommer 2012 einen neuen Kontrakt bei den inzwischen nach Brooklyn umgezogenen Nets.

#### Boston Celtics
Am 12. Juli 2013 wurde er zu den Boston Celtics transferiert, wo er bis Ende der Saison 2013/14 spielte.